# Département de San Lorenzo (Chaco)
Pour les articles homonymes, voir San Lorenzo.
Le département de San Lorenzo est une des 25 subdivisions de la province du Chaco, en Argentine. Son chef-lieu est la ville de Villa Berthet.
Le département a une superficie de 2 135 km2. Sa population s'élevait à 14 252 habitants au recensement de 2001.

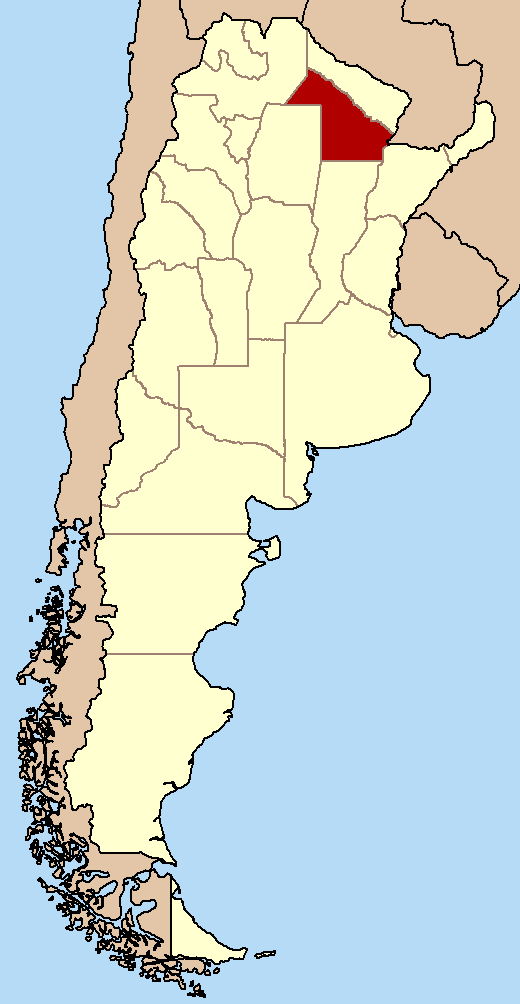
Localisation de la province du Chaco en Argentine.